# Phomatospora kandeliae
Phomatospora kandeliae är en svampart som beskrevs av K.D. Hyde 1992. Phomatospora kandeliae ingår i släktet Phomatospora, ordningen kolkärnsvampar, klassen Sordariomycetes, divisionen sporsäcksvampar och riket svampar.   Inga underarter finns listade i Catalogue of Life.